# Greatest Hits and Black Beauties
Greatest Hits And Black Beauties és un àlbum de música de L.A. Guns amb noves versions d'antigues cançons de L.A. Guns.

## Cançons
1. Bricks
2. One More Reason
3. Ritual
4. Electric Gypsy
5. No Mercy
6. Sex Action
7. Rip N Tear
8. Disbelief
9. Ballad Of Jayne
10. Time
11. Heartful Of Soul
12. 3 Minute Atomic Egg
13. One More Reason (Julian Beeston Remix)
14. Sex Action (Intra-Venus Remix)

- Heartful of Soul és una coberta de la cançó Yardbirds.

## Formació
- Phil Lewis - Veus
- Tracii Guns - Guitarra
- Mick Cripps - Guitarra
- Kelly Nickels - Baix
- Steve Riley - Bateria